# Margarete Rabe
Margarete Rabe (* 2. Oktober 1923 in Neustadt-Glewe) war zwischen November 1944 und April 1945 Aufseherin in zwei deutschen Konzentrationslagern.

## Leben
Margarete Rabe bewarb sich 1944 um einen Posten als Aufseherin. Seit dem 7. November 1944 wurde sie im Konzentrationslager Ravensbrück eingesetzt. Dort misshandelte sie von Anfang ihrer Tätigkeit an weibliche Häftlinge und war unter den Gefangenen wegen ihrer Brutalität berüchtigt.
Rabe wurde später ins Sterbe- und Selektionslager auf dem Gelände des KZ Uckermark versetzt, wo sie Ruth Closius-Neudeck unterstellt war. Dort nahm sie an der Selektion von etwa 3.000 Frauen und Kindern für die Gaskammern teil. Im April 1945 floh Rabe aus dem Lager und versteckte sich bei einem Onkel in Schwerin.
Im dritten Ravensbrück-Prozess der britischen Besatzungsmacht in Deutschland wurde Rabe zu einer lebenslangen Haftstrafe verurteilt, die 1950 in eine 21-jährige Haftstrafe umgewandelt wurde. Am 26. Februar 1954 (nach anderen Quellen am 16. Juni 1959) wurde Margarete Rabe vorzeitig aus der Haft entlassen.